# Aitvaro-Gymnasium Klaipėda
Das Aitvaro-Gymnasium Klaipėda (litauisch Klaipėdos Aitvaro gimnazija) ist eine litauische Grund- und Sekundarschule für die russische Volksgruppe in der Hafenstadt Klaipėda. Die Unterrichtssprache ist Russisch. Man lehrt auch Litauisch als Staatssprache, Englisch und Deutsch als Fremdsprachen sowie Ukrainisch. Es gibt ein „Čiko“-Studio für modernen Tanz, „Melodija“-Musikensembles (besteht aus Schülern und Lehrern), das Schülertheater „Talismanas“ und den Chor „Orfėjus“.

## Geschichte
Die 11. Sekundarschule Klaipėda (Klaipėdos 11-oji vidurinė mokykla) wurde am 1. September 1964 eingerichtet. In den Klassen lernten von 40 bis 50 Schüler. Damals gab es sogar drei Schichten. Die Schule hatte den erweiterten Unterricht für Mathematik und Physik. 1998 wurde sie zum Realgymnasium. Seit 1999 wird die Schulzeitung „Via Aitvaras“ herausgegeben. Seit 1999 nimmt das Gymnasium aktiv an internationalen Projekten teil. In den 10 Jahren der Projekttätigkeit lernten etwa 300 Schüler die Bildungssysteme in Italien, Malta, England, Polen, Deutschland und Dänemark kennen.
Im Jahr 2001 wurden zwei moderne Computerklassenräume eingerichtet. Im Sommer 2002 wurde mit einer umfassenden Renovierung des Gymnasiums begonnen. 2003 gab es eine Umstrukturierung: die Grundschule wurde vom Gymnasium getrennt. 2004 wurde das Museum des Gymnasiums eröffnet. 2005 wurde jeder Schulcomputer an das Internet angeschlossen und elektronische Tagebücher wurden in Betrieb genommen. Im Mai 2024 gab 72 Mitarbeiter.